# Іов (Акіашвілі)
Митрополит Іов (груз. მიტროპოლიტი იობი, в миру Елгуджа Зурабович Акиашвили, груз. ელგუჯა ზურაბის ძე აქიაშვილი; 29 травня 1960, село Сно, Казбегський район) — єпископ Грузинської православної церкви, митрополит Урбніський і Руіський. Голова Комісії з вивчення та редагування божественних книг ГПЦ.

## Біографія
1983 року закінчив аграрно-економічний інститут.
3 січня 1988 року був пострижений у чернецтво з ім'ям Іов, 19 січня висвячений у ієродиякона, а 29 лютого того ж року — у сан ієромонаха.
У 1989 році випустився з Мцхетський духовній семінарії.
21 вересня 1989 року возведений у сан ігумена, а в 1990 році — архімандрита.
17 травня 1992 року хіротонісаний в єпископа Мангліського.
У грудні 1992 року призначений єпископом Батумським і Шемокмедським.
У 1995 році у зв'язку з створенням Шемокендської єпархії титул змінено на «Батумський».
21 жовтня 1996 року був зведений в гідність архієпископа і переведений на Урбніську і Руіську кафедру.
У грудні 2000 року возведений у сан митрополита.
У 1996-2003 роках патріарший хорєпископ.
З 2003 року — голова Комітету по дослідженню і редакції богослужбових текстів Грузинської Патріархії.